# Autoroute A3 (Francia)
La autopista A3 es un tramo de 15 km de la carretera europea E15, inicia su recorrido en la Porte de Bagnolet en París en el enlace con el Bulevar Periférico de París, y finaliza en el enlace con la A1 cerca del Aeropuerto de París-Le Bourget. Un pequeño tramo de su trazado coincide con la A86. Dos ramales surgen de la A3: la A103 y la A106. El primer tramo abierto de esta autopista fue en 1969 entre la Porte de Bagnolet y Rosny-sous-Bois.

## Salidas
|        |                                                             |
| Salida | Nombre                                                      |
|        | Bulevar Periférico de París                                 |
| 1      | A103 - Bagnolet - Montreuil                                 |
| 2      | A86 - A103 - Noisy-le-Grand - Rosny-sous-Bois - Villemomble |
| 3      | A86 - Bobigny                                               |
| 4      | Bondy                                                       |
| 5      | Drancy - Aulnay-sous-Bois                                   |
| 6      | Le Blanc-Mesnil - Villepinte                                |
|        | A1                                                          |